# جون أندرسن (راكب الكنو)
جون أندرسن (بالدنماركية: Frederik Kobberup Andersen)‏ هو راكب الكنو دنماركي، ولد في 24 يناير 1920 في آرهوس في الدنمارك، وتوفي في 7 مايو 2003 في بلدة سترير ‏ في الدنمارك.

## وصلات خارجية
- جون أندرسن على موقع أوليمبيديا (الإنجليزية)